# Protezione da scrittura

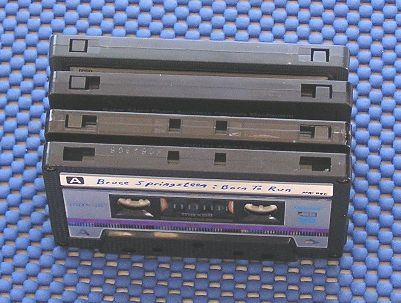
Dall'alto: una cassetta non protetta di Tipo I, una non protetta di Tipo II, una non protetta di Tipo IV e una protetta di Tipo IV

La protezione da scrittura è un qualsiasi tipo di meccanismo fisico che previene la modifica o la cancellazione di dati in un dispositivo. La maggior parte di software commerciali, audio e video, sono venduti con una protezione già applicata.

## Esempi
- I nastri magnetici della IBM, introdotti negli anni '50, avevano un solco circolare in una facciata del nastro, con sopra un disco di plastica da posizionare per far funzionare il nastro.
- Le audiocassette e le cassette VHS avevano una linguetta che poteva essere rimossa.
- I floppy disk da 3½ pollici avevano sul lato sinistro della parte inferiore un foro che poteva essere chiuso o aperto tramite una linguetta scorrevole. Quando il foro era lasciato aperto, il floppy disk era protetto dalla scrittura.
- Le chiavette USB hanno un piccolo interruttore, anche se recentemente i dispositivi non lo posseggono. Un esempio di chiavetta con interruttore è la serie Transcend JetFlash.